# 迪济勒格罗
迪济勒格罗（法語：Dizy-le-Gros，法語發音：[dizi lə ɡʁo]）是法国上法蘭西大區埃纳省的一个市镇，属于拉昂区。

## 地理
迪济勒格罗（49°37'46"N, 4°1'20"E）面积19.96 平方千米，位于法国上法蘭西大區埃纳省，该省份为法国北部内陆省份，北起北部省，西接索姆省和瓦兹省，东临阿登省和马恩省，西南至塞纳-马恩省，东北部与比利时接壤。
与迪济勒格罗接壤的市镇（或旧市镇、城区）包括：邦库尔、拉皮永、利斯莱、蒙科尔内、蒙卢埃、尼济勒孔特、勒蒂埃勒、拉维尔欧布瓦-莱迪济。

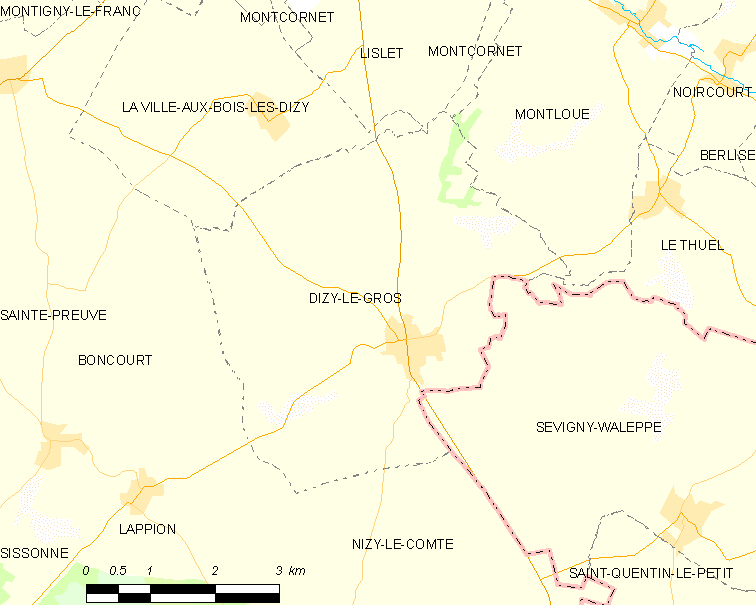
迪济勒格罗的OSM定位图

迪济勒格罗的时区为UTC+01:00、UTC+02:00（夏令时）。

## 行政
迪济勒格罗的邮政编码为02340，INSEE市镇编码为02264。

## 政治
迪济勒格罗所属的省级选区为韦尔万县。

## 人口

1962-2008年间迪济勒格罗人口变化图示

迪济勒格罗于2022年1月1日时的人口数量为722人。